# Bituberochernes jonensis
Bituberochernes jonensis es una especie de arácnido  del orden Pseudoscorpionida de la familia Chernetidae.

## Distribución geográfica
Se encuentra en las Islas Vírgenes.